# Hans Hoffmann (pisarz)
Hans Hoffmann (ur. 27 lipca 1848 w Szczecinie, zm. 11 lipca 1909 w Weimarze) – niemiecki pisarz i pedagog. W swoich nowelach i powieściach podejmował tematykę związaną ze swoją ojczyzną, Pomorzem.

## Życiorys
Hans Hoffmann urodził się w 1848 r. w Szczecinie jako syn proboszcza kościoła św. Piotra i św. Pawła. Uczęszczał do miejscowego Gimnazjum Fundacji Mariackiej (Marienstiftsgymnasium), a następnie studiował na Uniwersytecie w Bonn, Uniwersytecie Fryderyka Wilhelma w Berlinie i Uniwersytecie w Halle, gdzie w 1871 r. nadano mu tytuł doktora filozofii. W 1872 r. znalazł pracę jako nauczyciel gimnazjalny, która jednak nie przynosiło mu zbyt wiele satysfakcji i którą musiał przerywać z powodu częstych podróży do Imperium Osmańskiego i Norwegii. Nauczał w Gimnazjum Fundacji Mariackiej w Szczecinie oraz w szkołach w Słupsku i Gdańsku.
W 1879 r. zrezygnował z posady nauczyciela i zaczął pracować jako niezależny pisarz. W latach 1884–1886 był kierownikiem w berlińskim czasopiśmie Deutsche Illustrierte Zeitung. W latach 1894–1902 mieszkał w Wernigerode.
Hoffmann pisał nowele, powieści historyczne, humoreski i wiersze. Jego ziemia ojczysta, Pomorze, odgrywa w jego twórczości znaczącą rolę. W zbiorze nowel Geschichten aus Hinterpommern (1891) opisał on charakter swoich pomorskich rodaków. Jego powieść Wider den Kurfürsten (1894) traktuje o oblężeniu Szczecina przez wojska Fryderyka Wilhelma I w latach 1676–1678.
Od 1902 r. pełnił funkcję sekretarza generalnego Fundacji im. Schillera (Deutsche Schillerstiftung) w Weimarze. Hans Hoffmann zmarł w 1909 r. w wieku 60 lat w Weimarze. Był żonaty, miał dwoje synów i córkę.

## Dzieła (wybór)
- Unter blauem Himmel. Nowele. Paetel, Berlin 1881. (wersja zdigitalizowana)
- Iwan der Schreckliche und sein Hund. Deutsche Verlags-Anstalt, Stuttgart 1888. (wersja zdigitalizowana)
- Von Frühling zu Frühling. Ilustracje i szkice. Paetel, Berlin 1889. (wersja zdigitalizowana)
- Der eiserne Rittmeister. Powieść w 3 tomach. Paetel, Berlin 1890.
- Geschichten aus Hinterpommern. Cztery nowele. Paetel, Berlin 1891. (wersja zdigitalizowana)
- Das Gymnasium zu Stolpenburg. Nowele. Paetel, Berlin 1891. (wersja zdigitalizowana)
- Vom Lebenswege. Wiersze. Liebeskind, Leipzig 1893.
- Wider den Kurfürsten. Powieść. Paetel, Berlin 1894. (tom1), (tom 2), (tom 3)

## Upamiętnienie

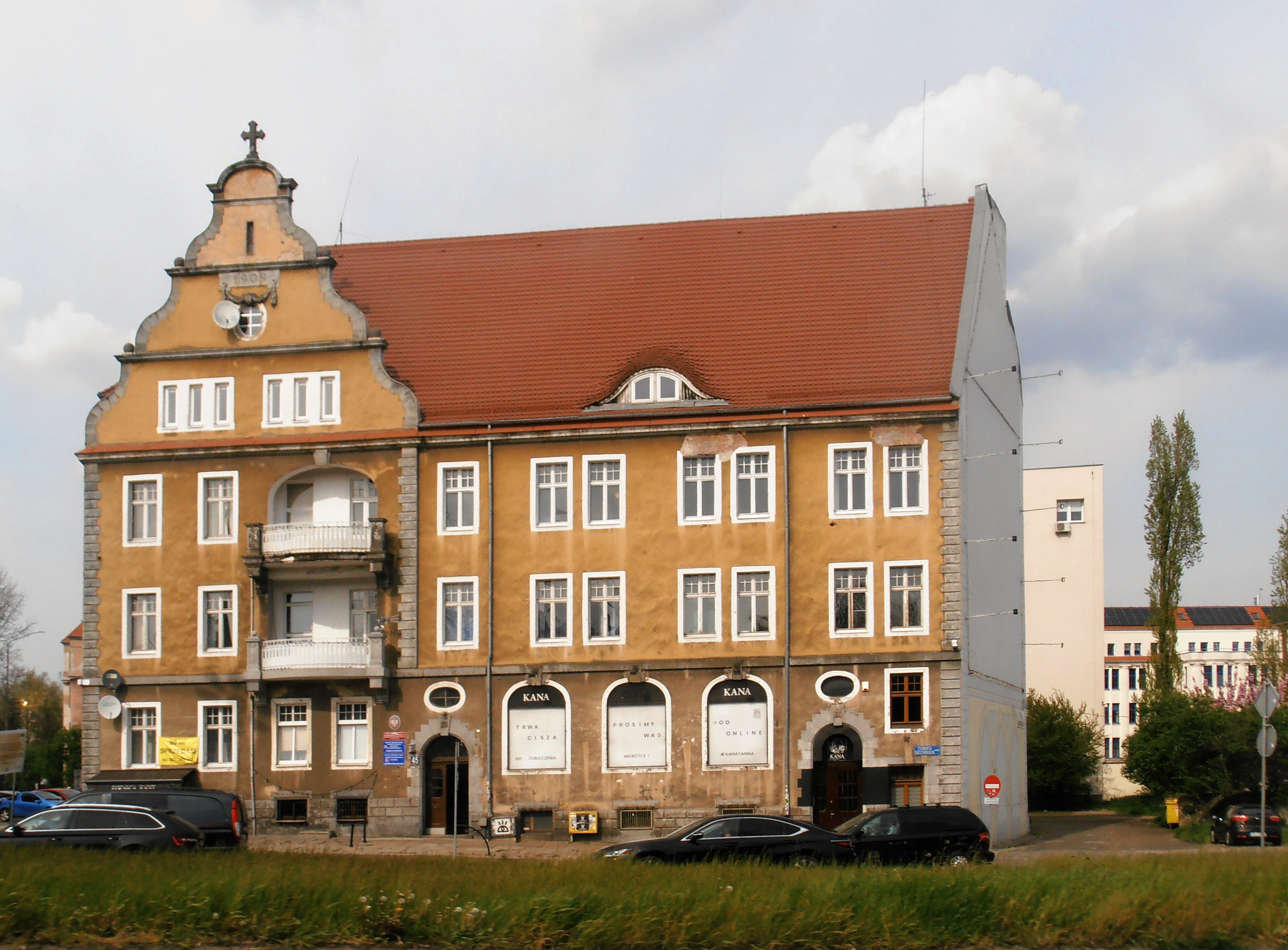
Kamienica, na której przed 1945 r. wisiała tablica ku pamięci Hoffmanna.

Do 1945 r. na kamienicy przy pl. Świętych Piotra i Pawła 4-5 w Szczecinie wisiała tablica poświęcona pamięci szczecińskiego poety Hansa Hoffmanna:

Hier wurde der Pommerndichter Hans Hoffmann am 27. Juli 1848 geboren

W tym miejscu urodził się dnia 27 lipca 1848 r. poeta pomorski Hans Hoffmann